# Andy Williams/Diskografie
Diese Diskografie ist eine Übersicht über die musikalischen Werke des US-amerikanischen Sängers Andy Williams. Den Schallplattenauszeichnungen zufolge hat er bisher mehr als 14,7 Millionen Tonträger verkauft, davon alleine in seiner Heimat über 10,5 Millionen. Seine erfolgreichste Veröffentlichung ist das Album The Andy Williams Christmas Album mit über einer Million verkauften Einheiten.

## Alben

### Studioalben
| Jahr | Titel                                                       | Höchstplatzierung, Gesamtwochen, AuszeichnungChartplatzierungen (Jahr, Titel, Platzierungen, Wochen, Auszeichnungen, Anmerkungen) | Höchstplatzierung, Gesamtwochen, AuszeichnungChartplatzierungen (Jahr, Titel, Platzierungen, Wochen, Auszeichnungen, Anmerkungen) | Anmerkungen |
| Jahr | Titel                                                       | UK | US | Anmerkungen |
| ---- | ----------------------------------------------------------- | --- | --- | --- |
| 1960 | Lonely Street                                               | — | US38 (4 Wo.)US | Erstveröffentlichung: Dezember 1959                                                                                  |
| 1962 | „Danny Boy“ and Other Songs I Love to Sing                  | — | US19 (36 Wo.)US | Erstveröffentlichung: Februar 1962                                                                                   |
| 1963 | Moon River & Other Great Movie Themes                       | — | US3 Gold · (176 Wo.)US | Erstveröffentlichung: April 1962                                                                                     |
| 1963 | Warm and Willing                                            | — | US16 (44 Wo.)US | Erstveröffentlichung: Oktober 1962                                                                                   |
| 1963 | Days of Wine and Roses                                      | — | US1 Gold · (107 Wo.)US | Erstveröffentlichung: April 1963                                                                                     |
| 1964 | The Wonderful World of Andy Williams                        | — | US9 Gold · (24 Wo.)US | Erstveröffentlichung: Januar 1964                                                                                    |
| 1964 | The Academy Award Winning „Call Me Irresponsible“           | — | US5 Gold · (63 Wo.)US | Erstveröffentlichung: April 1964                                                                                     |
| 1964 | The Great Songs from „My Fair Lady“ and Other Broadway Hits | UK30 (1 Wo.)UK | US5 Gold · (33 Wo.)US | Erstveröffentlichung: September 1964 Charteintritt in UK erst im April 1966                                          |
| 1965 | Dear Heart                                                  | — | US4 Gold · (65 Wo.)US | Erstveröffentlichung: 1965                                                                                           |
| 1965 | Hawaiian Wedding Song                                       | — | US61 (18 Wo.)US | Columbia-Wiederveröffentlichung, bereits 1959 unter dem Titel To You Sweetheart, Aloha beim Label Cadence erschienen |
| 1965 | Almost There                                                | UK4 (46 Wo.)UK | — | Erstveröffentlichung: Juni 1965                                                                                      |
| 1965 | Can’t Get Used to Losing You                                | UK16 (1 Wo.)UK | — | Erstveröffentlichung: Juli 1965                                                                                      |
| 1966 | May Each Day                                                | UK11 (6 Wo.)UK | — | Erstveröffentlichung: März 1966                                                                                      |
| 1966 | The Shadow of Your Smile                                    | UK24 (4 Wo.)UK | US6 Gold · (54 Wo.)US | Erstveröffentlichung: April 1966                                                                                     |
| 1967 | In the Arms of Love                                         | — | US21 (22 Wo.)US | Erstveröffentlichung: Dezember 1966                                                                                  |
| 1967 | Born Free                                                   | UK22 (11 Wo.)UK | US5 Gold · (79 Wo.)US | Erstveröffentlichung: April 1967                                                                                     |
| 1968 | Love, Andy                                                  | UK1 (22 Wo.)UK | US8 Gold · (36 Wo.)US | Erstveröffentlichung: Oktober 1967                                                                                   |
| 1968 | Honey                                                       | UK4 (17 Wo.)UK | US9 Gold · (40 Wo.)US | Erstveröffentlichung: Juni 1968                                                                                      |
| 1969 | Happy Heart                                                 | UK22 (10 Wo.)UK | US9 Gold · (23 Wo.)US | Erstveröffentlichung: Juli 1969                                                                                      |
| 1969 | Get Together with Andy Williams                             | UK13 (11 Wo.)UK | US27 Gold · (21 Wo.)US | Erstveröffentlichung: Oktober 1969                                                                                   |
| 1970 | Can’t Help Falling in Love                                  | UK7 (41 Wo.)UK | — | Erstveröffentlichung: Juni 1970                                                                                      |
| 1970 | Raindrops Keep Fallin’ on My Head                           | — | US43 (19 Wo.)US | Erstveröffentlichung: 1970                                                                                           |
| 1971 | Home Lovin’ Man                                             | UK1 (26 Wo.)UK | — | Erstveröffentlichung: Januar 1971                                                                                    |
| 1971 | Love Story                                                  | UK11 (11 Wo.)UK | US3 Platin · (33 Wo.)US | Erstveröffentlichung: Februar 1971                                                                                   |
| 1971 | You’ve Got a Friend                                         | — | US54 (12 Wo.)US | Erstveröffentlichung: August 1971                                                                                    |
| 1972 | Love Theme from „The Godfather“                             | UK11 (16 Wo.)UK | US29 Gold · (26 Wo.)US | Erstveröffentlichung: 28. Juni 1972                                                                                  |
| 1972 | Alone Again (Naturally)                                     | — | US86 (18 Wo.)US | Erstveröffentlichung: September 1972                                                                                 |
| 1973 | Solitaire                                                   | UK3 Gold · (26 Wo.)UK | US185 (6 Wo.)US | Erstveröffentlichung: August 1973                                                                                    |
| 1974 | The Way We Were                                             | UK7 Silber · (10 Wo.)UK | — | Erstveröffentlichung: Mai 1974                                                                                       |
| 1975 | You Lay so Easy on My Mind                                  | UK— SilberUK | US150 (4 Wo.)US | Erstveröffentlichung: November 1974                                                                                  |
| 1975 | The Other Side of Me                                        | UK60 (1 Wo.)UK | — | Erstveröffentlichung: September 1975                                                                                 |
| 1999 | In the Lounge with Andy Williams                            | UK39 Silber · (3 Wo.)UK | — | Erstveröffentlichung: März 1999                                                                                      |
| 2012 | Personal Christmas Collection                               | — | US115 (21 Wo.)US | Erstveröffentlichung: 1994                                                                                           |
| 2013 | Classic Christmas Album                                     | — | US23 (28 Wo.)US | Erstveröffentlichung: 8. Oktober 2013                                                                                |
| 2014 | 40 Christmas Classics                                       | — | US158 (2 Wo.)US | Erstveröffentlichung: 31. Oktober 2014                                                                               |
| 2018 | The Andy Williams Christmas Album                           | UK— SilberUK | US14 Platin · (42 Wo.)US | Erstveröffentlichung: Oktober 1963                                                                                   |

Weitere Studioalben
- 1958: Andy Williams
- 1958: Andy Williams Sings Rodgers & Hammerstein
- 1959: To You Sweetheart, Aloha
- 1959: Two Time Winners
- 1959: Music from Shubert Alley (mit Alfred Drake, Lisa Kirk, Ray Walston, Doretta Morrow, Betty Comden und Adolph Green)
- 1960: Under Paris Skies
- 1960: The Village of St. Bernadette
- 1961: I’m Old Fashioned
- 1963: Can’t Get Used to Losing You
- 1964: Call Me Irresponsible and Other Hit Songs from the Movies
- 1964: The Great Songs from My Fair Lady, Babes in Arms, Hello Dolly, Jubilee, Funny Girl, No Strings and All American (Mini-Album)
- 1965: Merry Christmas (US: Platin)
- 1968: Can’t Take My Eyes off You
- 1969: Andy… … and Company
- 1970: Andy Williams
- 1970: Christmas with Andy Williams and the Williams Brothers (mit The Williams Brothers)
- 1974: Christmas Present
- 1976: Andy
- 1980: Let’s Love While We Can
- 1981: The Andy Williams Wedding Anniversary Album
- 1986: Close Enough for Love
- 1990: Moon River
- 1990: I Still Believe in Santa Claus
- 1998: We Need a Little Christmas (US: Gold)
- 2002: Raindrops Keep Fallin’ on My Head / Get Together with Andy Williams
- 2002: Easy Does It

### Livealben
| Jahr | Titel                  | Höchstplatzierung, Gesamtwochen, AuszeichnungChartplatzierungen (Jahr, Titel, Platzierungen, Wochen, Auszeichnungen, Anmerkungen) | Höchstplatzierung, Gesamtwochen, AuszeichnungChartplatzierungen (Jahr, Titel, Platzierungen, Wochen, Auszeichnungen, Anmerkungen) | Anmerkungen                         |
| Jahr | Titel                  | UK | US | Anmerkungen                         |
| ---- | ---------------------- | --- | --- | ----------------------------------- |
| 1970 | The Andy Williams Show | UK10 (6 Wo.)UK | US81 (17 Wo.)US | Erstveröffentlichung: November 1970 |

Weitere Livealben
- 1973: An Evening with Andy Williams – Recorded Live in Japan 1973 (2 LPs)
- 2001: Andy Williams Live – Christmas Treasures

### Kompilationen
| Jahr | Titel                                   | Höchstplatzierung, Gesamtwochen, AuszeichnungChartplatzierungen (Jahr, Titel, Platzierungen, Wochen, Auszeichnungen, Anmerkungen) | Höchstplatzierung, Gesamtwochen, AuszeichnungChartplatzierungen (Jahr, Titel, Platzierungen, Wochen, Auszeichnungen, Anmerkungen) | Anmerkungen                                                                        |
| Jahr | Titel                                   | UK | US | Anmerkungen                                                                        |
| ---- | --------------------------------------- | --- | --- | ---------------------------------------------------------------------------------- |
| 1963 | Andy Williams’ Best                     | — | US59 (44 Wo.)US | Erstveröffentlichung: 1961                                                         |
| 1963 | Million Seller Songs                    | — | US54 (43 Wo.)US | Erstveröffentlichung: 1962                                                         |
| 1965 | Canadian Sunset                         | — | US112 (6 Wo.)US | Erstveröffentlichung: 1965 Columbia-Wiederveröffentlichung von Andy Williams’ Best |
| 1966 | Andy Williams’ Newest Hits              | — | US23 (23 Wo.)US | Erstveröffentlichung: 1966                                                         |
| 1969 | The Andy Williams Sound of Music        | UK22 (9 Wo.)UK | US139 (7 Wo.)US | Erstveröffentlichung: 1969 Charteintritt in UK erst im Januar 1970                 |
| 1970 | Andy Williams’ Greatest Hits            | UK1 (117 Wo.)UK | US42 Gold · (20 Wo.)US | Erstveröffentlichung: März 1970                                                    |
| 1972 | The Impossible Dream                    | UK26 (3 Wo.)UK | US123 (5 Wo.)US | Erstveröffentlichung: 1971                                                         |
| 1972 | Andy Williams’ Greatest Hits Vol. 2     | UK23 (10 Wo.)UK | US174 (5 Wo.)US | Erstveröffentlichung: Dezember 1972 Charteintritt in den USA erst 1973             |
| 1978 | Reflections                             | UK2 Gold · (17 Wo.)UK | — | Erstveröffentlichung: 30. Dezember 1977                                            |
| 1984 | Greatest Love Classics                  | UK22 Gold · (10 Wo.)UK | — | Erstveröffentlichung: Oktober 1984 mit The Royal Philharmonic Orchestra            |
| 1992 | The Best Of                             | UK51 Silber · (3 Wo.)UK | — | Erstveröffentlichung: Oktober 1992                                                 |
| 1994 | The New Christmas Album                 | — | US137 (2 Wo.)US | Erstveröffentlichung: Dezember 1994                                                |
| 2000 | The Very Best of Andy Williams          | UK27 Gold · (9 Wo.)UK | — | Erstveröffentlichung: Februar 2000 Doppelalbum                                     |
| 2002 | The Essential                           | UK32 (4 Wo.)UK | — | Erstveröffentlichung: Juni 2002                                                    |
| 2005 | Music to Watch Girls By – The Very Best | UK50 (2 Wo.)UK | — | Erstveröffentlichung: Juni 2005                                                    |
| 2009 | The Very Best Of                        | UK10 (11 Wo.)UK | — | Erstveröffentlichung: 24. März 2009                                                |
| 2012 | 16 Most Requested Songs: Encore         | — | US152 (1 Wo.)US | Erstveröffentlichung: 16. Mai 1995                                                 |
| 2020 | Gold                                    | UK29 (4 Wo.)UK | — | Erstveröffentlichung: 10. Januar 2020                                              |

Weitere Kompilationen
| - 1971: A Song for You - 1972: His Fascinate Vocal - 1972: Starportrait (2 LPs) - 1972: The Andy Williams Album - 1973: It’s All in the Game - 1974: Showstoppers - 1976: That’s - 1976: The Best of Andy Williams - 1976: Andy (2 LPs) - 1977: 48 Greatest Hits (3 LPs) - 1978: Christmas Collection - 1979: The Classic Collection (2 LPs) - 1979: Andy Williams in Europe – 20 of His Greatest Hits - 1980: Great Songs of the Sixties (2 LPs) - 1982: Recuerdos de Oro (2 LPs) - 1982: Hawaiian Wedding Song (2 LPs) - 1983: The Best Of | - 1984: The Very Best of Andy Williams - 1984: The Andy Williams Songbook - 1985: Greatest Hits - 1985: From Andy with Love - 1986: 16 Most Requested Songs - 1989: Portrait of a Song Stylist - 1991: Best of Andy Williams - 1997: The Love Songs (UK: Gold) - 1998: In the Lounge with … - 2001: To You Sweetheart, Aloha - 2001: Andy (2 CDs, UK: Gold) - 2002: The Way We Were - 2002: Songs for Christmas - 2005: Greatest Hits - 2005: Straight from the Heart – 36 Romantic Classics (2 CDs) - 2009: Moon River: The Very Best of Andy Williams |

### EPs
- 1957: Andy Williams’ Big Hits
- 1958: Andy Williams Sings Songs from South Pacific
- 1960: Andy Williams y la Orquesta de Archie Bleyer (mit Archie Bleyer Orchestra)
- 1963: Andy Williams’ Best
- 1963: The Andy Williams Christmas Album
- 1964: Noël Blanc
- 1964: Canciones de Navidad
- 1965: Andy Williams Favourites Volume 1
- 1965: Andy Williams Favourites Volume 2
- 1965: Andy Williams Favourites Volume 3
- 1966: Andy’s Newest Hits
- 1968: Andy
- 1968: Can’t Take My Eyes off You

## Singles
| Jahr | Titel Album                                                                       | Höchstplatzierung, Gesamtwochen, AuszeichnungChartplatzierungen (Jahr, Titel, Album, Platzierungen, Wochen, Auszeichnungen, Anmerkungen) | Höchstplatzierung, Gesamtwochen, AuszeichnungChartplatzierungen (Jahr, Titel, Album, Platzierungen, Wochen, Auszeichnungen, Anmerkungen) | Höchstplatzierung, Gesamtwochen, AuszeichnungChartplatzierungen (Jahr, Titel, Album, Platzierungen, Wochen, Auszeichnungen, Anmerkungen) | Höchstplatzierung, Gesamtwochen, AuszeichnungChartplatzierungen (Jahr, Titel, Album, Platzierungen, Wochen, Auszeichnungen, Anmerkungen) | Höchstplatzierung, Gesamtwochen, AuszeichnungChartplatzierungen (Jahr, Titel, Album, Platzierungen, Wochen, Auszeichnungen, Anmerkungen) | Anmerkungen                                                                            |
| Jahr | Titel Album                                                                       | DE | AT | CH | UK | US | Anmerkungen                                                                            |
| --- | --------------------------------------------------------------------------------- | --- | --- | --- | --- | --- | -------------------------------------------------------------------------------------- |
| 1956 | Walk Hand in Hand Andy Williams                                                   | — | — | — | — | US54 (11 Wo.)US | Erstveröffentlichung: April 1956                                                       |
| 1956 | Canadian Sunset Andy Williams                                                     | — | — | — | — | US8 (22 Wo.)US | Erstveröffentlichung: Juli 1956                                                        |
| 1956 | Baby Doll Andy Williams                                                           | — | — | — | — | US33 (14 Wo.)US | Erstveröffentlichung: Dezember 1956                                                    |
| 1957 | Butterfly Andy Williams                                                           | — | — | — | UK1 (16 Wo.)UK | US1 (20 Wo.)US | Erstveröffentlichung: Februar 1957                                                     |
| 1957 | I Like Your Kind of Love Andy Williams                                            | — | — | — | UK16 (10 Wo.)UK | US9 (20 Wo.)US | Erstveröffentlichung: Mai 1957 mit Archie Bleyer Orchestra                             |
| 1957 | Lips of Wine Andy Williams                                                        | — | — | — | — | US39 (13 Wo.)US | Erstveröffentlichung: September 1957                                                   |
| 1958 | Are You Sincere Canadian Sunset                                                   | — | — | — | — | US10 (17 Wo.)US | Erstveröffentlichung: Januar 1958                                                      |
| 1958 | Promise Me, Love –                                                                | — | — | — | — | US17 (12 Wo.)US | Erstveröffentlichung: August 1958                                                      |
| 1958 | The Hawaiian Wedding Song (Ke Kali Nei Au) To You Sweetheart, Aloha               | — | — | — | — | US11 (20 Wo.)US | Erstveröffentlichung: Dezember 1958                                                    |
| 1959 | Lonely Street                                                                     | — | — | — | — | US5 (16 Wo.)US |                                                                                        |
| 1959 | The Village of St. Bernadette                                                     | — | — | — | — | US7 (13 Wo.)US | Erstveröffentlichung: November 1959                                                    |
| 1960 | Wake Me When It’s Over –                                                          | — | — | — | — | US50 (8 Wo.)US | Erstveröffentlichung: März 1960                                                        |
| 1960 | Do You Mind? Andy Williams’ Best                                                  | — | — | — | — | US70 (7 Wo.)US | Erstveröffentlichung: Juni 1960                                                        |
| 1960 | You Don’t Want My Love Andy Williams’ Best                                        | — | — | — | — | US64 (7 Wo.)US |                                                                                        |
| 1961 | The Bilbao Song Andy Williams’ Best                                               | — | — | — | — | US37 (10 Wo.)US | Erstveröffentlichung: April 1961                                                       |
| 1961 | Danny Boy „Danny Boy“ and Other Songs I Love to Sing                              | — | — | — | — | US64 (6 Wo.)US |                                                                                        |
| 1961 | Fly by Night –                                                                    | — | — | — | — | US82 (2 Wo.)US |                                                                                        |
| 1962 | The Wonderful World of the Young Newest Hits                                      | — | — | — | — | US99 (1 Wo.)US |                                                                                        |
| 1962 | Stranger on the Shore Warm and Willing                                            | — | — | — | UK30 (10 Wo.)UK | US38 (7 Wo.)US |                                                                                        |
| 1962 | Don’t You Believe It Newest Hits                                                  | — | — | — | — | US39 (10 Wo.)US |                                                                                        |
| 1962 | Twilight Time Million Seller Songs                                                | — | — | — | — | US86 (3 Wo.)US | Erstveröffentlichung: November 1962                                                    |
| 1963 | Can’t Get Used to Losing You Days of Wine and Roses                               | DE39 (4 Wo.)DE | — | — | UK2 (18 Wo.)UK | US2 (15 Wo.)US | Erstveröffentlichung: Februar 1963                                                     |
| 1963 | Days of Wine and Roses                                                            | — | — | — | — | US26 (12 Wo.)US |                                                                                        |
| 1963 | Hopeless –                                                                        | — | — | — | — | US13 (11 Wo.)US |                                                                                        |
| 1963 | Happy Holiday / The Holiday Season –                                              | — | — | — | — | US18 (21 Wo.)US |                                                                                        |
| 1963 | It’s the Most Wonderful Time of the Year Andy Williams Live – Christmas Treasures | DE22 Gold · (29 Wo.)DE | AT22 (23 Wo.)AT | CH11 (33 Wo.)CH | UK9 ×3Dreifachplatin · (65 Wo.)UK | US5 (45 Wo.)US | Charteinstiege ab 2007                                                                 |
| 1964 | A Fool Never Learns The Wonderful World of Andy Williams                          | — | — | — | UK40 (4 Wo.)UK | US13 (10 Wo.)US | Erstveröffentlichung: 17. Februar 1964                                                 |
| 1964 | Charade Call Me Irresponsible                                                     | — | — | — | — | US100 (1 Wo.)US |                                                                                        |
| 1964 | Wrong for Each Other –                                                            | — | — | — | — | US34 (9 Wo.)US |                                                                                        |
| 1964 | On the Street Where You Live The Great Songs from „My Fair Lady“                  | — | — | — | — | US28 (8 Wo.)US |                                                                                        |
| 1964 | Almost There Dear Heart                                                           | — | — | — | UK2 (17 Wo.)UK | US67 (5 Wo.)US | Erstveröffentlichung: 25. August 1964                                                  |
| 1964 | Dear Heart                                                                        | — | — | — | — | US24 (11 Wo.)US | Erstveröffentlichung: 9. November 1964                                                 |
| 1965 | …… and Roses and Roses Newest Hits                                                | — | — | — | — | US36 (7 Wo.)US |                                                                                        |
| 1965 | Ain’t It True –                                                                   | — | — | — | — | US40 (7 Wo.)US |                                                                                        |
| 1965 | Quiet Nights of Quiet Stars Newest Hits                                           | — | — | — | — | US92 (3 Wo.)US |                                                                                        |
| 1965 | Do You Hear What I Hear? Merry Christmas                                          | DE85 (1 Wo.)DE | — | — | — | — | Original: The Harry Simeone Chorale                                                    |
| 1966 | May Each Day Newest Hits                                                          | — | — | — | UK19 (8 Wo.)UK | — |                                                                                        |
| 1966 | In the Arms of Love                                                               | — | — | — | UK33 (7 Wo.)UK | US49 (8 Wo.)US |                                                                                        |
| 1967 | Music to Watch Girls By Born Free                                                 | — | — | — | UK9 Silber · (13 Wo.)UK | US34 (8 Wo.)US | UK: Erstveröffentlichung 1967 erreichte Platz 33, Wiederveröffentlichung 1999 Platz 9. |
| 1967 | More and More –                                                                   | — | — | — | UK45 (1 Wo.)UK | US88 (4 Wo.)US |                                                                                        |
| 1968 | Can’t Take My Eyes off You                                                        | — | — | — | UK5 Gold · (18 Wo.)UK | — | Erstveröffentlichung: 29. März 1968                                                    |
| 1968 | Sweet Memories –                                                                  | — | — | — | — | US75 (6 Wo.)US |                                                                                        |
| 1968 | Battle Hymn of the Republic –                                                     | — | — | — | — | US33 (13 Wo.)US | mit The St. Charles Borromeo Choir                                                     |
| 1969 | Happy Heart                                                                       | — | — | — | UK19 (10 Wo.)UK | US22 (11 Wo.)US |                                                                                        |
| 1970 | Can’t Help Falling in Love                                                        | — | — | — | UK3 (17 Wo.)UK | US88 (3 Wo.)US | Erstveröffentlichung: 30. Januar 1970                                                  |
| 1970 | One Day of Your Life –                                                            | — | — | — | — | US77 (4 Wo.)US | Erstveröffentlichung: 27. Juni 1970                                                    |
| 1970 | It’s so Easy Can’t Help Falling in Love                                           | — | — | — | UK13 (14 Wo.)UK | — |                                                                                        |
| 1970 | Home Lovin’ Man                                                                   | — | — | — | UK7 (12 Wo.)UK | — | Erstveröffentlichung: 25. September 1970                                               |
| 1971 | (Where Do I Begin) Love Story Love Story                                          | DE38 (9 Wo.)DE | — | — | UK4 (18 Wo.)UK | US9 (13 Wo.)US | Erstveröffentlichung: 15. Januar 1971 Thema aus dem Film Love Story                    |
| 1971 | A Song for You You’ve Got a Friend                                                | — | — | — | — | US82 (4 Wo.)US | Erstveröffentlichung: 22. Juli 1971                                                    |
| 1972 | Love Theme from „The Godfather“                                                   | — | — | — | UK42 (9 Wo.)UK | US34 (11 Wo.)US | Erstveröffentlichung: 3. März 1972 aus dem Soundtrack des Films Der Pate               |
| 1973 | Solitaire                                                                         | — | — | — | UK4 (18 Wo.)UK | — | Erstveröffentlichung: 7. September 1973                                                |
| 1973 | Getting over You Solitaire                                                        | — | — | — | UK35 (5 Wo.)UK | — | Erstveröffentlichung: 1973                                                             |
| 1974 | You Lay so Easy on My Mind                                                        | — | — | — | UK32 (7 Wo.)UK | — | Erstveröffentlichung: 1974                                                             |
| 1976 | Tell It Like It Is –                                                              | — | — | — | — | US72 (6 Wo.)US | Erstveröffentlichung: 1975                                                             |
| 1976 | Other Side of Me The Other Side of Me                                             | — | — | — | UK42 (3 Wo.)UK | — |                                                                                        |
| 2002 | Can’t Take My Eyes off You The Essential                                          | — | — | — | UK23 (7 Wo.)UK | — | mit Denise van Outen                                                                   |
| Folgende Lieder erschienen nicht als Single, wurden aber durch das Album zum Download und Streaming bereitgestellt und konnten somit eine Platzierung erlangen: |                                                                                   | | | | | |                                                                                        |
| |                                                                                   | | | | | |                                                                                        |
| 1963 | The First Noël The Andy Williams Christmas Album                                  | DE89 (3 Wo.)DE | AT72 (1 Wo.)AT | — | — | — | Charteinstieg DE 2022 und AT 2024 Original: Tally Ho! – First Nowell                   |

grau schraffiert: keine Chartdaten aus diesem Jahr verfügbar
Weitere Singles
- 1955: Christmas Is a Feeling in Your Heart
- 1958: Andy Williams Canta …
- 1959: Blue Hawaii
- 1960: Don’t Go to Strangers
- 1962: Music to Watch Girls By
- 1962: Moon River (UK: Silber)
- 1962: If Ever I Would Leave You
- 1962: West Side Story y otros exitos de Peliculas
- 1962: Stranger on the Shore
- 1963: It’s the Most Wonderful Time of the Year
- 1963: White Christmas
- 1963: Andy Williams
- 1963: Under Paris Skies
- 1964: The Wonderful World Of
- 1964: Madrigal
- 1965: I’ll Remember You
- 1965: My Carousel
- 1966: Bye Bye Blues
- 1966: How Can I Tell Her It’s Over
- 1966: So Nice (Summer Samba)
- 1966: In the Arms of Love
- 1967: Yesterday
- 1968: Windy
- 1968: Up, Up and Away
- 1969: A Woman’s Way
- 1969: Live and Learn
- 1971: Music from Across the Way
- 1971: Love Is All
- 1971: What’s the Matter Girl
- 1972: MacArthur Park
- 1972: Marmalade, Molasses & Honey
- 1972: Extracts from the Godfather LP (Medley)
- 1972: Pieces of April
- 1973: Last Tango in Paris
- 1973: Remember (mit Noelle Williams, seiner Tochter)
- 1974: Love Said Goodbye
- 1974: Tema de amor
- 1974: Free as the Wind
- 1974: El amor dijo adios
- 1974: Another Lonely Song
- 1974: Make It Easy for Me
- 1974: Love’s Theme
- 1975: Feelings
- 1975: Sad Eyes
- 1976: Himno de Batalla de la República
- 1976: If You Ever Believed
- 1977: Are You in There? (Thema des Films King Kong)
- 1977: Sad
- 1978: You
- 1979: Love Story (Where Do I Begin)
- 1979: Jason
- 1980: Railway Hotel
- 1981: Regrets
- 1983: My Way
- 1984: Words (mit The Royal Philharmonic Orchestra)
- 1985: Vino de amor

## Statistik

### Chartauswertung
|                     | UK     | US     |
| ------------------- | ------ | ------ |
| Nummer-eins-Alben   | UK4UK  | US1US  |
| Top-10-Alben        | UK11UK | US12US |
| Alben in den Charts | UK31UK | US39US |

|                       | DE    | AT    | CH    | UK     | US     |
| --------------------- | ----- | ----- | ----- | ------ | ------ |
| Nummer-eins-Singles   | DE—DE | AT—AT | CH—CH | UK1UK  | US1US  |
| Top-10-Singles        | DE—DE | AT—AT | CH—CH | UK10UK | US9US  |
| Singles in den Charts | DE5DE | AT2AT | CH1CH | UK23UK | US47US |

### Auszeichnungen für Musikverkäufe
| Goldene Schallplatte - Spanien - 2021: für die Single It’s the Most Wonderful Time of the Year Platin-Schallplatte - Griechenland - 2023: für die Single It’s the Most Wonderful Time of the Year - Italien - 2023: für die Single It’s the Most Wonderful Time of the Year - Neuseeland - 2022: für die Single It’s the Most Wonderful Time of the Year - Portugal - 2023: für die Single It’s the Most Wonderful Time of the Year | 2× Platin-Schallplatte - Australien - 2024: für die Single It’s the Most Wonderful Time of the Year - Dänemark - 2024: für die Single It’s the Most Wonderful Time of the Year |

Anmerkung: Auszeichnungen in Ländern aus den Charttabellen bzw. Chartboxen sind in ebendiesen zu finden.
| Land/RegionAuszeichnungen für Musikverkäufe (Land/Region, Auszeichnungen, Verkäufe, Quellen) | Silber     | Gold       | Platin       | Verkäufe   | Quellen                   |
| -------------------------------------------------------------------------------------------- | ---------- | ---------- | ------------ | ---------- | ------------------------- |
| Australien (ARIA)                                                                            | —          | —          | 2× Platin2   | 140.000    | aria.com.au               |
| Dänemark (IFPI)                                                                              | —          | —          | 2× Platin2   | 180.000    | ifpi.dk                   |
| Deutschland (BVMI)                                                                           | —          | Gold1      | —            | 300.000    | musikindustrie.de         |
| Griechenland (IFPI)                                                                          | —          | —          | Platin1      | 20.000     | Einzelnachweise           |
| Italien (FIMI)                                                                               | —          | —          | Platin1      | 100.000    | fimi.it                   |
| Neuseeland (RMNZ)                                                                            | —          | —          | Platin1      | 30.000     | aotearoamusiccharts.co.nz |
| Portugal (AFP)                                                                               | —          | —          | Platin1      | 10.000     | Einzelnachweise           |
| Spanien (Promusicae)                                                                         | —          | Gold1      | —            | 20.000     | elportaldemusica.es       |
| Vereinigte Staaten (RIAA)                                                                    | —          | 15× Gold15 | 3× Platin3   | 10.500.000 | riaa.com                  |
| Vereinigtes Königreich (BPI)                                                                 | 7× Silber7 | 7× Gold7   | 3× Platin3   | 3.500.000  | bpi.co.uk                 |
| Insgesamt                                                                                    | 7× Silber7 | 24× Gold24 | 14× Platin14 |            |                           |